# Sul Brasil
Sul Brasil là một đô thị thuộc bang Santa Catarina, Brasil. Đô thị này có diện tích 114,9 km², dân số năm 2007 là 3061 người, mật độ 26,6 người/km².